# Тольнай, Шарль де
Шарль де Тольнай (Charles de Tolnay, 27 мая 1899, Будапешт — 17 января 1981, Флоренция) — венгерский историк искусства. По определению Э. Панофского был «одним из самых блестящих историков искусства своего времени».
Уроженец Будапешта, Кароли фон Толнаи был сыном чиновника венгерской администрации. В 1918 году начал изучать историю искусств и археологию, сначала в Берлинском университете имени Гумбольдта, а затем в Университете Гёте во Франкфурте-на-Майне. В 1921—1922 годах путешествовал по старинным городам Бельгии. Посетил Брюссель, Антверпен, Лувен, Гент, Брюгге и Льеж. В 1923 году отправился в Париж, Лиссабон, затем в Италию: в Турин, Милан и Венецию. Посетив Флоренцию и Рим, Тольнай был поражён могучим дарованием Микеланджело Буонарроти.
Тольнай продолжил изучать историю искусств в Венском университете, слушал лекции Юлиуса фон Шлоссера и Макса Дворжака. Докторская диссертация Тольная была посвящена творчеству Иеронима Босха.
С 1928 года Шарль де Тольнай преподавал историю искусства в Университете Гамбурга. Там он познакомился и подружился с Эрвином Панофским. В Гамбурге защитил докторскую диссертацию о творчестве Микеланджело (1929). Затем переехал в Рим. В 1934—1939 годах преподавал в Сорбонне, в Париже, где и стал писать своё имя на французский лад: Шарль де Тольнай. В 1939 году, спасаясь от нацизма, эмигрировал в США. В 1945 году получил американское гражданство и в течение нескольких лет работал в Принстоне (Нью-Джерси), в Институте перспективных исследований (Institute for Advanced Study, IAS). С 1953 года Тольнай — профессор истории искусств Колумбийского университета. В 1965 году вышел в отставку, уехал во Флоренцию и стал директором «Дома Буонарроти» (Casa Buonarroti) — дома-музея великого художника итальянского Возрождения.
Шарль де Тольнай — автор фундаментальных исследований о фламандской живописи, в частности о творчестве Иеронима Босха, Яна Ван Эйка, загадочного Флемальского мастера (Робера Кампена), Хуго Ван дер Гуса и Питера Пауля Рубенса, а также о живописи Рембрандта и Яна Вермера. С 1943 года его внимание было сосредоточено на личности Микеланджело, что привело к 5-томному исследованию, которое было названо «самым грандиозным, наиболее полным исследованием о Микеланджело нашего времени»
Также важны его работы о дворе Матиаша Корвина, короля Венгрии и Хорватии, и исследования творчества Бичи ди Лоренцо, Мазаччо, Филиппо Липпи, Доменико Гирландайо, Рафаэля, Леонардо да Винчи, Тинторетто, Диего Веласкеса, Николя Пуссена, Антуана Ватто и многих других. По словам Эрвина Панофского, работы Тольная «отличаются редким сочетанием конструктивного научного воображения и тщательного осознания … Благодаря своей необычайной энергии Тольнай значительно продвинул наши знания о Босхе, Брейгеле и особенно о Микеланджело».

## Основные труды
- 1925: Рисунки Питера Брейгеля (Die Zeichnungen Pieter Bruegels).
- 1929: Поздние архитектурные проекты Микеланджело (Die späten architektonischen Projekte Michelangelos).
- 1935: Питер Брейгель Старший: в 2-х томах (Pierre Bruegel l’Аncien).
- 1937: Иероним Босх (Hieronymus Bosch).
- 1939: Мастер из Флемаля и братья Ван Эйк (Le Maître de Flémalle et les freres Van Eyck).
- 1943: История и техника рисунков старых мастеров: Справочник (History and Technique of Old Master Drawings: A Handbook).
- 1943—1960: Микеланджело: в 5-ти томах (Michelangelo).
- 1966: Иероним Босх (Hieronymus Bosch).
- 1968: Новые замечания о капелле Медичи (Nuove osservazioni sulla Cappella Мedicea).
- 1969: Перестановка собрания Дома Буонарроти во Флоренции (Il riordinamento delle collezioni della Сasa Buonarroti a Firenze).
- 1970: Дань Альбрехта Дюрера Микеланджело (L’omaggio a Michelangelo di Albrecht Dürer).
- 1975: «Последний» портрет Галилео Галилея (L'«Ultimo» ritratto di Galileo Galilei).
- 1975—1980: Собрание рисунков Микеланджело (Corpus dei disеgni di Michelangelo).